# برج سویلا
برج سویلا (به اسپانیایی: Torre Sevilla) یک ساختمان بلندمرتبه در اسپانیا است که در سویل (شهر) واقع شده‌است.